# Gunung Singah Mata
Gunung Singah Mata är ett berg i Indonesien.   Det ligger i provinsen Aceh, i den västra delen av landet, 1 700 km nordväst om huvudstaden Jakarta. Toppen på Gunung Singah Mata är 405 meter över havet, eller 96 meter över den omgivande terrängen. Bredden vid basen är 0,67 km.
Terrängen runt Gunung Singah Mata är kuperad norrut, men söderut är den platt.Runt Gunung Singah Mata är det glesbefolkat, med 15 invånare per kvadratkilometer. I omgivningarna runt Gunung Singah Mata växer i huvudsak städsegrön lövskog.